# Flemhuder See
Der Flemhuder See (FhS), auch Flemhuder Meer, ist heute ein rd. 90 ha großes Gewässer am Nord-Ostsee-Kanal in der Gemeinde Quarnbek im Amt Achterwehr im Kreis Rendsburg-Eckernförde in Schleswig-Holstein. Er gehört zur Bundeswasserstraße Nord-Ostsee-Kanal. Auf ihm gilt die Seeschifffahrtsstraßen-Ordnung. Zuständig ist das Wasserstraßen- und Schifffahrtsamt Nord-Ostsee-Kanal.

## Geschichte

Karte des Flemhuder See. Dieser umfasste ursprünglich die gesamte schraffierte Fläche, heute nur noch Teile der innersten schraffierten Flächen

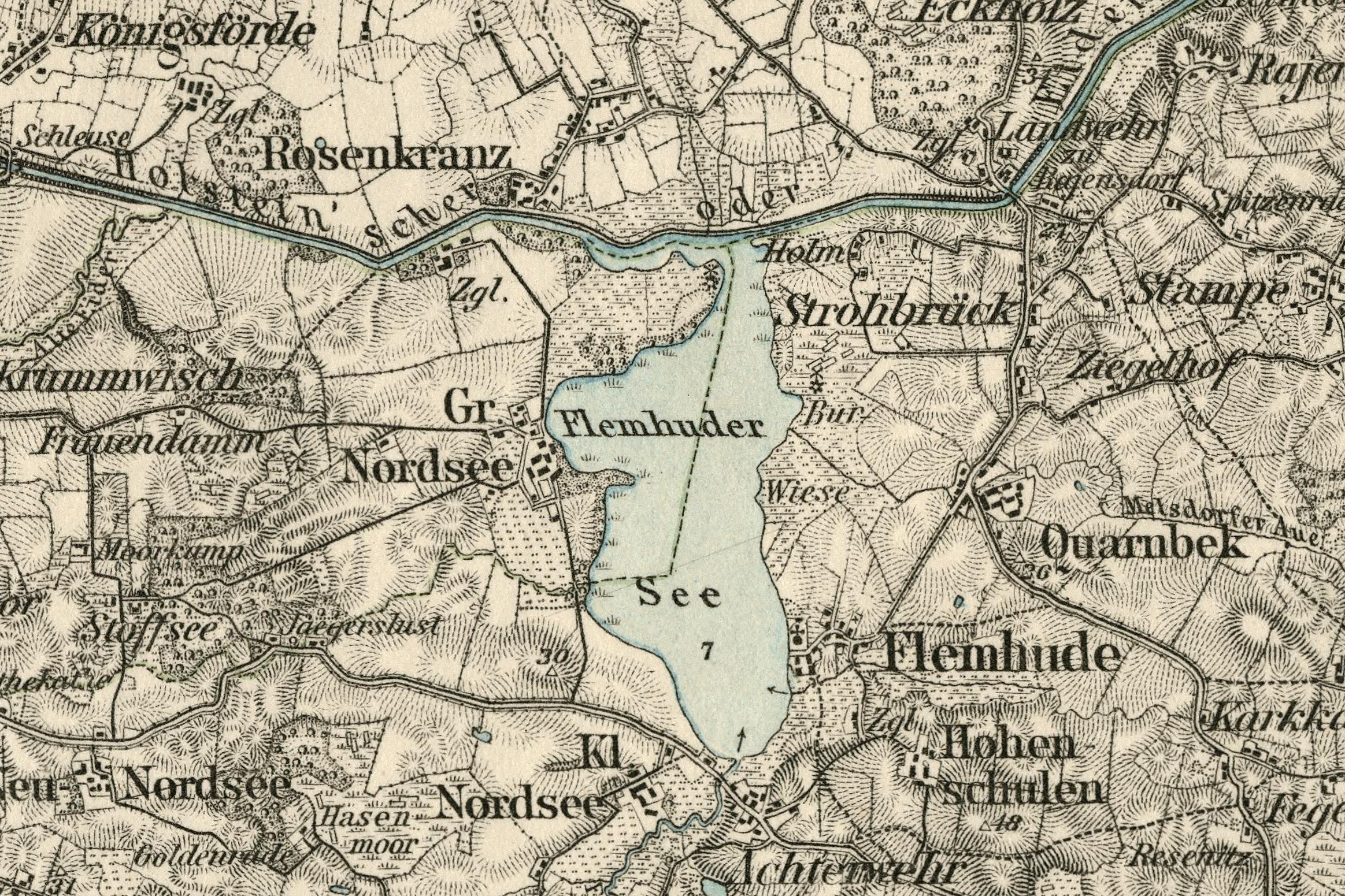
Karte von 1880, noch am Eiderkanal

Der Flemhuder See war ursprünglich wie der Westensee ein See der Eider und wurde Nordsee genannt. Entsprechend dem Seenamen gab es ebenfalls einen Ort Nordsee und ein Gut Nordsee, das bereits um 1300 im Kieler Stadtbuch erwähnt wird. 1509 wurde das Gut in die Güter Klein-Nordsee und Groß-Nordsee aufgeteilt. Der Flemhuder See verblieb im Gebiet der Besitzungen der Güter Quarnbek und Groß-Nordsee.
Auf der holsteinischen Geest lagen die Eider und der See etwa sieben Meter über dem Meeresspiegel. Mit dem Bau des Eiderkanals (1777 bis 1784) war es erforderlich, in Höhe der Scheitelhaltung ein Wasserreservoir zur Speisung des Kanals anzulegen. Dazu wurde der Flemhuder See, gespeist von der Obereider, nachgebaggert, eingedeicht und zum Kanal hin mit einem Wehr versehen. Der Flemhuder See lag etwa in der Mitte der Scheitelstrecke, also zwischen der Rathmannsdorfer Schleuse und der Schleuse in Klein Königsförde, und erstreckte sich südlich des Eider-Kanals in Nord-Süd-Richtung etwa drei Kilometer weit über etwa 230 ha Gesamtfläche.
Beim Ausbau des Eiderkanals zum Nord-Ostsee-Kanal (1887 bis 1895) wurde der Kanalspiegel etwa auf Meeresniveau gesenkt. Damit war der Bedarf für ein Reservoir für die Scheitelhaltung nicht mehr gegeben. Der Flemhuder See verlor damit seinen ihm erst einhundert Jahre zuvor zugedachten Zweck. Der See wurde mit dem neuen Kanal verbunden und ebenfalls auf Meeresniveau abgesenkt. Die Eider floss weiter wie zuvor nun über ein Wehr in den abgesenkten Flemhuder See.

### Ringkanal / Achterwehrer Schifffahrtskanal
Mit Absenkung des Seespiegels befürchtete man jedoch ein Absinken des Grundwasserspiegels. Um die nötige Bewässerung des Umlandes zu sichern, plante man daher einen Ringkanal um das Seegebiet, in dem der ursprüngliche Wasserspiegel von 6,50 m über NN gehalten werden sollte. Der Ringkanal konnte wegen der widrigen Baugrundverhältnisse nur auf der Süd- und Ostseite realisiert werden.
Um jedoch eine schiffbare Verbindung der Orte Achterwehr und Flemhude mit dem Nord-Ostsee-Kanal sicherzustellen, wurde 1913 der östliche Teil des Ringkanals zum Achterwehrer Schifffahrtskanal ausgebaut, in den die Obereider mündet, so dass das Wehr am Flemhuder See beseitigt werden konnte.

### Spülfeld
Mit dem Aushub aus dem abgesenkten See und später aus dem Achterwehrer Schifffahrtskanal wurde der südwestliche Teil des Sees zugeschüttet. Diese Fläche dient heute noch bei Baggerarbeiten im Nord-Ostsee-Kanal als Spülfeld. Der übrig gebliebene Teil des Flemhuder Sees umfasst rund 90 Hektar.

### Militärische Nutzung

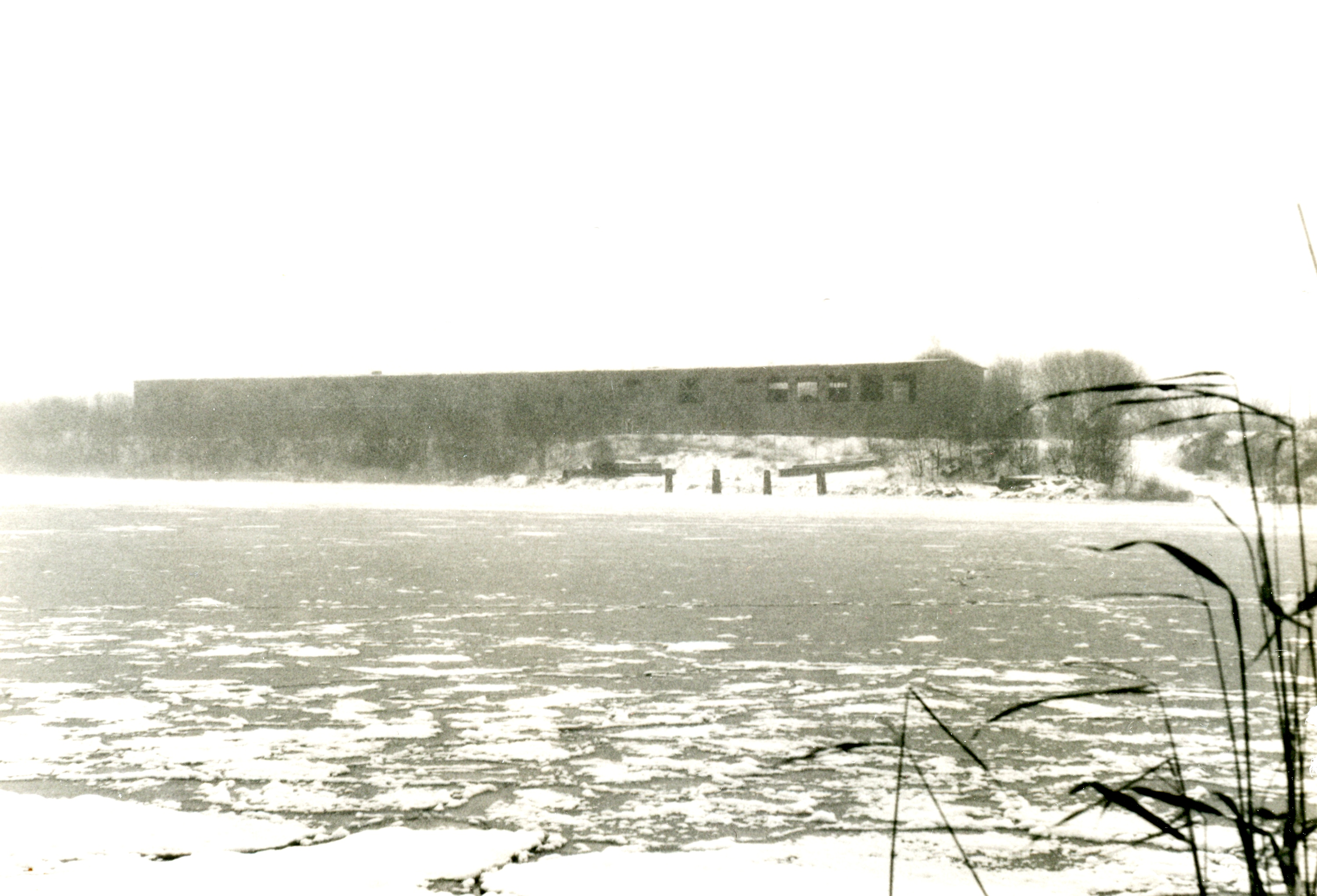
Ölwärmehalle am Westufer des Flemhuder Sees, 2016 abgerissen

Etwa die Hälfte des Flemhuder Sees war an seiner Westseite militärisches Sperrgebiet. 1914 Minendepot. Im Militär-Haushalt von 1937 wurden Mittel für den Bau der Großölanlage Flemhude bewilligt. So wurde am Flemhuder See das Tanklager Groß-Nordsee gebaut. Am Südufer des Nord-Ostsee-Kanals, knapp westlich der Einmündung des Flemhuder Sees, wurde ein Ölhafen für größere Schiffe errichtet. Für Löschvorgänge von Baumaterial ragte eine Schiffsanlegebrücke vom Westufer in den See hinein. Der Hafenbereich war durch eine gut zwei Kilometer lange, unterirdisch verlegte Pipeline mit dem Hauptbunkergelände nördlich von Jägerslust verbunden. Bereits 1939 waren unterirdische Tanklager mit einem Fassungsvermögen von 70.000 m³ fertiggestellt. Zu dem Tanklager führte von 1940 bis 1945 ein von der Kriegsmarinewerft Kiel betriebener Gleisanschluss vom früheren Bahnhof Brandsbek aus (heute Bahnhof Felde an der Bahnstrecke Kiel-Hassee–Osterrönfeld). Bei der Besetzung durch die Alliierten 1945 wurden neben Öl große Mengen des sehr giftigen Quecksilbers sowie Ausrüstungsgegenstände für U-Boote gefunden. Aus Sicherheitsgründen ist das ehemalige Sperrgebiet heute eingezäunt.

## Wassersport
Der Flemhuder See ist zum größten Teil für den Wassersport gesperrt, nur ein Teil dient als Freizeitgewässer. Im Nordteil sind ergänzend zur vorhandenen Anker-Reede im westlichen Bereich zehn Dalbenliegeplätze für Sportboote vorhanden.

## Landschaftsschutzgebiet
Die Landzunge Flemhuder See / Ringkanal ist ein Landschaftsschutzgebiet von 34,7 ha Größe.

## Sonstiges
Die Zuiderzeekrabbe wurde im Jahr 1936 erstmals in Deutschland gesichtet, unter anderem im Flemhuder See.